# Tariq Abdul-Wahad
Tariq Abdul-Wahad (ur. 3 listopada 1974 w Maisons-Alfort jako Olivier Michael Saint-Jean) – francuski koszykarz, występujący na pozycjach rzucającego obrońcy ub niskiego skrzydłowego, reprezentant kraju, po zakończeniu kariery zawodniczej trener koszykarski.

## Osiągnięcia
Na podstawie, o ile nie zaznaczono inaczej.

### NCAA
- Uczestnik rozgrywek:
  - Elite 8 turnieju NCAA (1994)
  - turnieju NCAA (1994, 1996)
- Mistrz turnieju konferencji Big West (1996)
- Zaliczony do I składu konferencji Western Athletic Conference (WAC – 1997)
- Lider WAC w:
  - średniej punktów (1997 – 23,8)
  - liczbie celnych (199) i oddanych (386) rzutów za 2 punkty (1997)

### Reprezentacja
Seniorów
- Uczestnik mistrzostw Europy (1999 – 4. miejsce, 2003 – 4. miejsce)

Młodzieżowe
- Mistrz Europy U–18 (1992)[5]
- Uczestnik mistrzostw Europy U–22 (1994 – 11. miejsce)[6]